# Visusti (Palamuse)
Visusti – wieś w Estonii, w prowincji Jõgeva, w gminie Palamuse.